# Agnelo França
Agnelo Gonçalves Viana França (Valença, 14 de dezembro de 1875 - Rio de Janeiro, 12 de julho de 1964), mais conhecido como simplesmente Agnelo França, foi um compositor, pianista, regente e professor de Harmonia musical. Filho de Manoel G. Viana França e Emilia J. Levasseur França.
Iniciou seus estudos musicais aos sete anos de idade, em Santa lzabel do Rio Preto, distrito de Valença. Aos 19 anos, foi contratado para reorganizar e dirigir a banda de música do Colégio Cruzeiro do Sul, em sua cidade natal, começando assim sua carreira de professor de música.
Aos 22 anos, mudou-se para o Rio de Janeiro, ingressando no Instituto Nacional de Música (nome que a Escola de Música da UFRJ teve entre 1890 e 1937), onde estudou por sete anos. Foi o aluno preferido de Alberto Nepomuceno, que antevia-lhe um futuro brilhante. Ao término do curso, em setembro de 1904, foi nomeado professor catedrático da cadeira de Harmonia, no referido Instituto, exercendo este cargo por 36 anos consecutivos. Foi professor de alguns dos mais importantes músicos brasileiros de todos os tempos, tais como H. Villa-Lobos, Radamés Gnattali, Luciano Gallet e W. Burle Marx, dentre outros.
Viana da Mota, célebre pianista e compositor português e antigo diretor do Conservatório Nacional de Lisboa, propôs um voto de louvor e admiração a Agnelo França, o que foi unanimemente aceito, e solicitou do embaixador português no Brasil, Dr. Nobre de Melo, que insistisse junto a Agnelo para que comandasse um curso de aperfeiçoamento de Harmonia, no referido Conservatório, mas o convite não foi aceito.
Em sua obra numerosa, constam, dentre outros itens: uma Suite composta por Réverie (berceuse), Minueto e Reminiscência, que alcançou grande sucesso no segundo concerto da Academia Brasileira de Música, em 1933; a fantasia Degli angeli l’amore ("O amor dos anjos”); a grande Missa N. S. da Aparecida e o Hino a Santo Antônio, que demonstram a sua segurança na técnica da música sacra; também escreveu um livro escolar, para a letra de Arnaldo Nunes, a pedido do governo fluminense e muitas outras peças, como a ópera As Parasitas.
Em 1944, o maestro França, desejando prestar uma homenagem à Padroeira de sua terra natal — Nossa Senhora da Glória — compôs a Missa Pontifical, a duas vozes, para orquestra, a qual, sob sua própria regência, foi executada, com grande êxito, na Catedral de Valença, em 15 de agosto daquele ano, pela primeira vez. Ainda em 1944, publica a importante obra Arte de modular, um tratado de Harmonia que chegou a ser traduzido para o francês, para ser submetido à crítica do Instituto de Música de Paris, o que acabou não ocorrendo, devido à Guerra que logo ocorreu.
Recebeu o título de Professor Emérito, concedido pelo voto unânime da congregação da Escola Nacional de Música, sancionado pelo Conselho Universitário e entregue pelo Ministro da Educação, Souza Campos, em solenidade pública de 25 de junho de 1946.